# Norbert Van Aken
Pour les articles homonymes, voir Van Aken.
 (mai 2018).
Si vous disposez d'ouvrages ou d'articles de référence ou si vous connaissez des sites web de qualité traitant du thème abordé ici, merci de compléter l'article en donnant les références utiles à sa vérifiabilité et en les liant à la section « Notes et références ».
Norbert Van Aken, né à Gand le 25 février 1767 et mort à Gand le 12 novembre 1832, est un homme politique.

## Mandats
- Conseiller de préfecture[Où ?] : 1800-1814
- Membre du Conseil de Gand : 1804-1817
- Membre de la Garde d'honneur : 1813
- Membre de la seconde Chambre : 1815-1818
- Membre des États provinciaux de Flandre-Orientale : 1817-1830
- Membre du conseil exécutif de Flandre-Orientale